# GP La Marseillaise 2017
De 38e editie van de wielerwedstrijd GP La Marseillaise werd gehouden op 29 januari 2017. De renners reden 146 kilometer in en rond de stad Marseille. De wedstrijd maakte deel uit van de UCI Europe Tour 2017, in de categorie 1.1. Deze editie werd gewonnen door de Fransman Arthur Vichot, die de Belg Dries Devenyns opvolgde op de erelijst. In totaal wisten 108 renners de eindstreep te bereiken.

## Uitslag
| GP La Marseillaise 2017 |                  |                              |          |
| Plaats                  | Naam             | Ploeg                        | Tijd     |
| Winnaar                 | Arthur Vichot    | FDJ                          | 3u45'43" |
| 2                       | Maxime Bouet     | Fortuneo-Oscaro              | z.t.     |
| 3                       | Lilian Calmejane | Direct Énergie               | z.t.     |
| 4                       | Julien El Fares  | Delko Marseille Provence KTM | z.t.     |
| 5                       | Tony Gallopin    | Lotto-Soudal                 | z.t.     |
| 6                       | Mikaël Cherel    | Ag2r-La Mondiale             | z.t.     |
| 7                       | Mauro Finetto    | Delko Marseille Provence KTM | z.t.     |
| 8                       | Hubert Dupont    | Ag2r-La Mondiale             | z.t.     |
| 9                       | Thibaut Pinot    | FDJ                          | + 6"     |
| 10                      | Samuel Dumoulin  | Ag2r-La Mondiale             | z.t.     |
|                         |                  |                              |          |
| 11                      | Jasper De Buyst  | Lotto-Soudal                 | + 34"    |
| 42                      | Huub Duyn        | Veranda's Willems-Crelan     | + 4' 01" |

1980 · 1981 · 1982 · 1983 · 1984 · 1985 · 1986 · 1987 · 1988 · 1989 · 1990 · 1991 · 1992 · 1993 · 1994 · 1995 · 1996 · 1997 · 1998 · 1999 · 2000 · 2001 · 2002 · 2003 · 2004 · 2005 · 2006 · 2007 · 2008 · 2009 · 2010 · 2011 · 2012 · 2013 · 2014 · 2015 · 2016 · 2017 · 2018 · 2019 · 2020 · 2021 · 2022 · 2023 · 2024 · 2025